# Karlskogamål

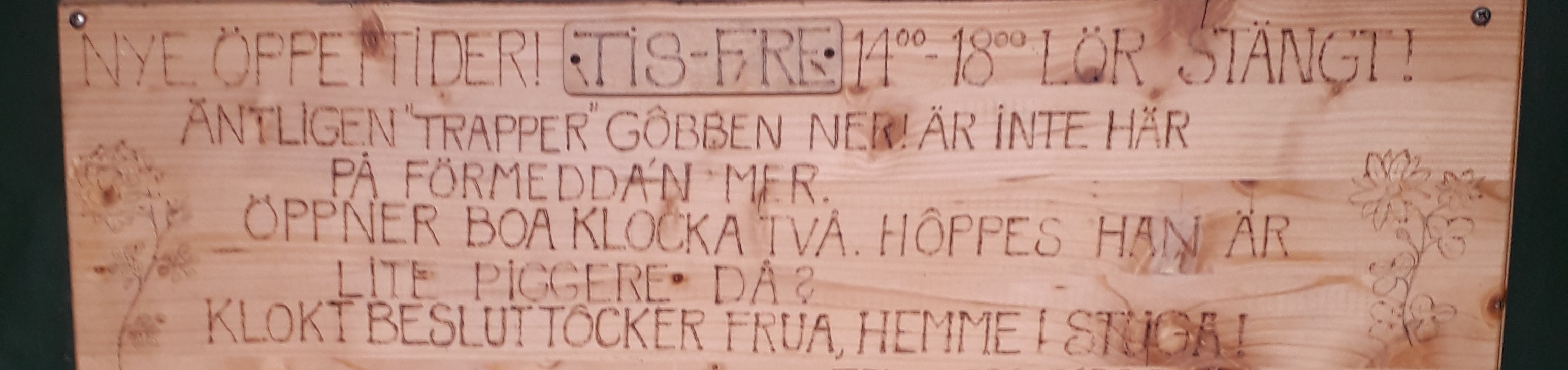
En skylt med text på Karlskogadialekt, med det typiska cirkumflexet (ô).

Karlskogamålet är en dialekt som talas i Karlskoga i östra Värmland och är besläktad med både värmländska och närkingska. Dialekten har påverkats av både öst- och västgötiska dialekter, såväl som norska och finska.
I Karlskogamålet används bokstaven "o" med ett cirkumflex (ô) fonetiskt, såsom i orden "kône" och "kôrv".
Karlskogamålet har blivit känt genom "Mia och Klara", där Mia Skäringer gestaltar karaktären "Tabita på Skrantabacken". Dessutom har dialekten använts i marknadsföringen av lokala företag, exempelvis den lokala McDonald's-restaurangen.